# Scotopteryx semifasciata
Scotopteryx semifasciata är en fjärilsart som beskrevs av Barend J. Lempke 1950. Scotopteryx semifasciata ingår i släktet backmätare, och familjen mätare. Inga underarter finns listade.